# 保拉·卡尔杜洛

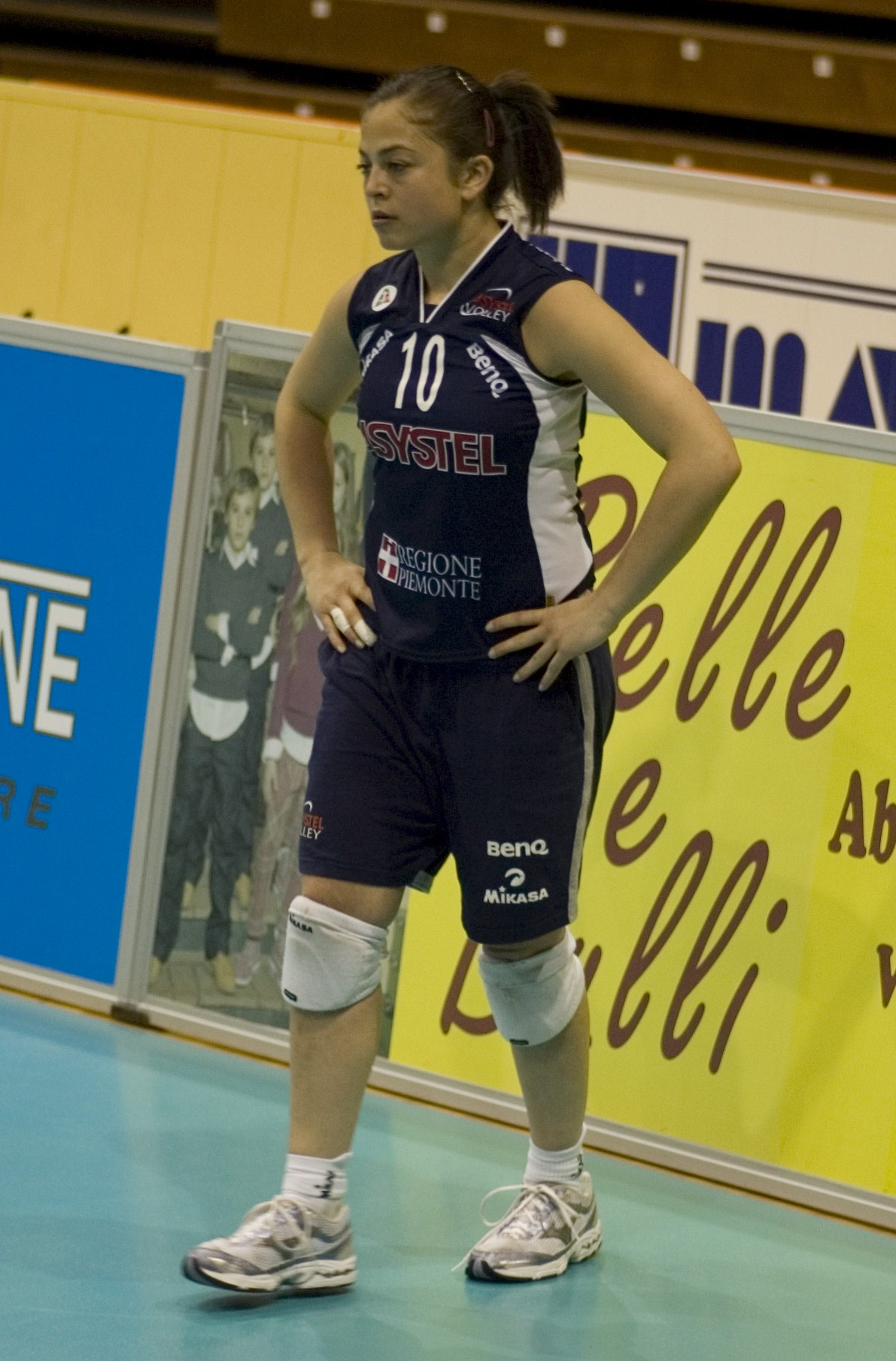
保拉·卡尔杜洛

保拉·卡尔杜洛（義大利語：Paola Cardullo，1982年3月18日—），意大利前女子排球运动员。她代表意大利国家队参加过2004年和2008年夏季奥林匹克运动会排球比赛。